# Bill Thomas
William Marshall Thomas (Wallace, Idaho; 6 de diciembre de 1941) es un político estadounidense. Fue miembro republicano de la Cámara de Representantes de los Estados Unidos entre 1979 y 2007, terminando su mandato en representación del 22.º distrito congresional de California.

## Biografía

### Carrera
Cuando se retiró de la Cámara en 2006, respaldó a un exasistente, el asambleísta Kevin McCarthy, quien fue elegido para reemplazarlo. Luego del voto de McCarthy para anular la certificación de las elecciones presidenciales de 2020, Thomas dijo que McCarthy era un "hipócrita" y, en general, criticó su comportamiento con respecto a esa elección.
En 2007, se unió al Instituto de Emprendimiento Estadounidense para trabajar en política fiscal, política comercial y política de atención médica. También se unió a la firma de abogados Buchanan, Ingersoll & Rooney.
El 8 de septiembre de 2016, fue nombrado miembro de la Junta de Fideicomisarios del distrito de Colegios Comunitarios de Kern para el Área 1, ocupando el puesto de Rick Wright. No se postuló para la reelección en 2018. Fue reemplazado por Nan Gómez-Heitzeberg.

### Controversias

#### 1992: escándalo bancario del Congreso
En el escándalo bancario Rubbergate de 1992, que involucró a miembros de la Cámara que emitieron cheques cuando los fondos no estaban disponibles, Thomas rebotó 119 cheques, la décima cantidad más alta para un miembro republicano del Congreso. Un breve sobregiro de USD 16.200 ocurrió en octubre de 1989, mientras escribía un cheque de 15.300 para comprar un automóvil.

#### 2001: presunto romance
The Bakersfield Californian publicó un artículo sobre Thomas acerca de una aventura con Deborah Steelman, una cabildera. “Cualquier falta personal de compromiso o responsabilidad con mi esposa, familia o amigos es solo eso, personal”, escribió el excongresista en una “carta abierta a amigos y vecinos”. Ni él ni Steelman negaron explícitamente las acusaciones. Fue ascendida a vicepresidenta de Eli Lilly, un cargo que utilizó para dirigir grandes donaciones de campaña a Thomas.

#### 2003: policía del Capitolio de los Estados Unidos
En julio de 2003, llamó a la Policía del Capitolio para expulsar a los demócratas de una sala de reuniones. Unos días después, se disculpó en la Cámara por lo que llamó su decisión "simplemente estúpida" de pedirle a la policía que expulsara a los congresistas.